# Sophianus
Sophianus is een geslacht van wantsen uit de familie blindwantsen. Het geslacht werd voor het eerst wetenschappelijk beschreven door William Lucas Distant in 1904.

## Soorten
- Sophianus alces Distant, 1904
- Sophianus kerzhneri Lin, 2009

### Synoniemen
- Sophianus formosanus Lin & Yang, 2004 => Alcecoris linyangorum Yasunaga, Yamada & Tsai, 2017